# Relazioni bilaterali tra Armenia e Turchia
Le relazioni bilaterali tra Armenia e Turchia sono ufficialmente inesistenti e storicamente ostili. La Turchia ha riconosciuto l'Armenia (nei suoi confini della Repubblica Socialista Sovietica Armena) poco dopo che quest'ultima ha proclamato l'indipendenza nel settembre 1991. I due paesi, tuttavia, non sono riusciti a stabilire relazioni diplomatiche. Nel 1993, la Turchia ha reagito alla prima guerra del Nagorno Karabakh chiudendo il suo confine con l'Armenia in sostegno dell'Azerbaigian.
Nel 2008-2009, i paesi hanno vissuto un breve disgelo nelle relazioni bilaterali e nell'ottobre 2009 le due parti hanno firmato i protocolli di normalizzazione. Tuttavia, i protocolli non sono mai ratificati e l'anno successivo il riavvicinamento si è concluso; i protocolli sono stati ufficialmente annullati dall'Armenia nel marzo 2018.
Nel dicembre 2021, Armenia e Turchia hanno annunciato la nomina di inviati speciali che si sono incontrati a Mosca nel gennaio 2022, con reazioni internazionali positive per i tentativi di normalizzazione delle relazioni bilaterali. Il 1º gennaio 2022 l'Armenia ha revocato l'embargo sulla Turchia.

## Storia

### Migrazione turca in Anatolia dall'Asia Centrale e ascesa dell'Impero
Nel 1071, i turchi selgiuchidi sconfissero l'Impero bizantino e catturarono il suo imperatore nella battaglia di Manzikert. Nel caos risultante, i turchi invasero facilmente gran parte dell'Anatolia bizantina. Nonostante le riconquiste bizantine e le occasionali incursioni occidentali sotto forma di eserciti crociati, si crearono una serie di stati turchi in Anatolia. Queste tribù turche arrivarono per la maggior parte all'estremità meridionale del Mar Caspio, e assorbirono e trasmisero pertanto la cultura e la religione islamica in contrasto con altri turchi che, come i Cumani, divennero parzialmente occidentalizzati e cristianizzati. Con una certa superiorità in termini demografici e organizzativi, il potere regionale venne in maniera naturale a stabilizzarsi nelle mani della popolazione di lingua turca. Molti turchi entrarono nella regione in fuga dalle invasioni mongole, e altri in seguito arrivarono come soldati che combattevano nelle file degli eserciti mongoli. Le popolazioni islamizzate turche assorbirono anche un gran numero di antichi abitanti dell'Asia Minore, inclusi greci e armeni, che passarono alla religione islamica e alla lingua turca, creando una società di frontiera. Le comunità armene continuarono a prosperare per secoli sotto il dominio ottomano relativamente tollerante, sia con popolazioni minoritarie nelle aree urbane che nelle città esclusivamente armene nelle aree rurali. In città come Istanbul e Smirne, gli armeni svolgevano ruoli particolarmente importanti; un rapporto del 1851 del New York Times, per esempio, indica che gli armeni costituivano all'epoca quasi un quarto della popolazione di Istanbul, con oltre 200.000 residenti.

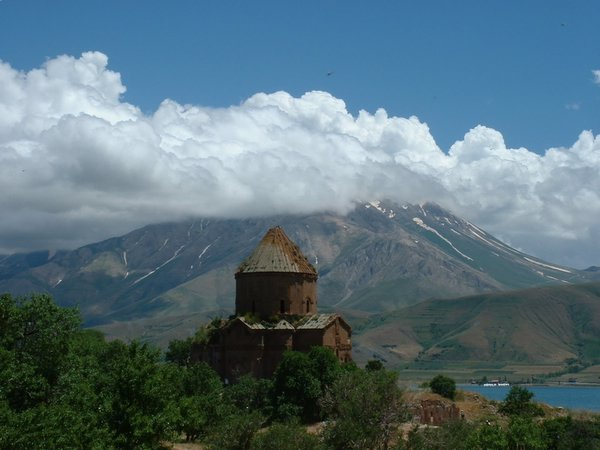
Abbandonata dal 1915, la cattedrale armena della Santa Croce del X secolo sull'isola di Akhtamar ha subìto un controverso restauro nel 2006, pagato dal Ministero della Cultura turco.

### Relazioni armeno-turche durante il declino dell'Impero ottomano

#### Dominio hamidiano
Per mezzo secolo antecedente alla prima guerra mondiale, le popolazioni armene dell'Anatolia divennero sempre più attive politicamente e a loro volta subirono persecuzioni sempre più brutali sotto il sultano Abdul Hamid II. Con il declino dell'Impero ottomano, la sua leadership politica autorizzava o tollerava attacchi sempre più violenti e sconsiderati contro la popolazione armena, attirando aspre critiche da varie nazioni occidentali le cui comunità missionarie in Anatolia furono testimoni di numerosi massacri su vasta scala di armeni. Dal 1894 al 1896 il Sultano ordinò la morte di un massimo di 300.000 armeni, causando almeno 50.000 orfani armeni, nei cosiddetti massacri hamidiani che sono stati successivamente descritti dal corrispondente della BBC Chris Morris in The New Turkey (Granta Books, 2005) come "un presagio dei tristi eventi del 1915".
In seguito ai massacri hamidiani, l'occupazione della Banca Ottomana da parte dei rivoluzionari armeni nello stesso anno contribuì ad alimentare la persecuzione hamidiana degli armeni. Coloro che presero d'assalto la banca ottennero alla fine un passaggio sicuro fuori dall'Impero, ma la popolazione armena si trovò soggetta a violenze intensificate poiché il sultano non fece distinzione tra i rivoluzionari che avevano preso d'assalto la banca e le popolazioni cristiane in generale.
La violenza che ne seguì provocò la condanna di diversi capi di Stato, tra cui il presidente americano Grover Cleveland, che condannò la "sanguinosa carneficina" in Anatolia. Sebbene non fosse chiaro fino a che punto la violenza contro gli armeni fosse organizzata dal governo, il discorso di Cleveland osservò che esistessero delle "prove evidenti dell'effettiva complicità dei soldati turchi nell'opera di distruzione e rapina".
Nel 1909, quando l'autorità del nascente governo dei Giovani Turchi si frammentò, Abdul Hamid II riguadagnò brevemente il suo sultanato con un appello populista all'islamismo. Circa 30.000 armeni morirono nel successivo massacro di Adana.

#### Il Movimento nazionale armeno

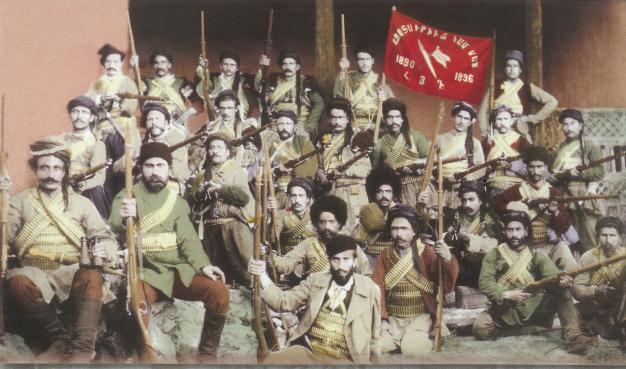
Gruppo di combattenti Fedayyin sotto l'ARF. Il testo in armeno recita "Azadoutioun gam mah" (Libertà o Morte).

Il Movimento nazionale armeno, noto anche come "Movimento rivoluzionario armeno", fu il tentativo nazionale armeno per la restituzione di uno stato armeno nelle storiche patrie armene dell'Asia Minore orientale e della Transcaucasia (Caucaso meridionale). Il declino dell'Impero ottomano fu in parte il risultato e in parte la causa dell'ascesa del nazionalismo tra i vari gruppi che componevano l'impero multietnico e multireligioso. La guerra russo-turca del 1877-1878, che portò all'indipendenza di Romania, Serbia e Montenegro, fornì un modello per altri aspiranti nazionalisti e rivoluzionari. L'Hinchak e il Dashnak, comitati rivoluzionari armeni, furono creati in seguito al Trattato di Berlino del 1878 nelle province orientali dell'Impero ottomano, che erano sotto la diretta minaccia russa. Tuttavia, ciò fu contrastato da Fâ'iz el-Ghusein, ex funzionario del governo turco, che affermò: "Ho chiesto a molti armeni che ho incontrato, ma non ho trovato uno che abbia detto di desiderare l'indipendenza politica".
Zaven, il vescovo armeno a Istanbul, aveva già dichiarato, prima dello scoppio della guerra, al giornalista di Msak, l'organo degli armeni nazionalisti liberali, che "la soluzione radicale della questione armena sarebbe stata l'unificazione di tutta l'Armenia (compresa l'Anatolia orientale della futura Turchia) sotto la sovranità russa con la quale il destino degli armeni era storicamente legato. Il vescovo affermò che "prima arrivano i russi qui, meglio è per noi".
Nel 1894, Zeki Pasha, comandante del quarto corpo d'armata, fu decorato per la sua partecipazione al massacro di Sasun. Durante i massacri, secondo quanto riferito: "non trovando alcuna ribellione abbiamo sgomberato il paese, quindi in futuro non dovrebbe verificarsi nessuna ribellione".

#### Il genocidio armeno
Il genocidio armeno fu la deportazione forzata e lo sterminio della maggior parte della popolazione armena ottomana tra il 1915 e il 1917, quando furono uccisi tra gli 800.000 e i 1.500.000 armeni (secondo il governo della Francia).
Secondo Rafael de Nogales, comandante ottomano dell'artiglieria della Resistenza di Van, "la posizione degli armeni era difensiva e in risposta ai massacri commessi nei villaggi intorno a Van". Inoltre, gli armeni furono trasferiti con la forza da Zeitun nel marzo 1915, mesi prima che la legge Tehcir fosse approvata. Ulteriori massacri e deportazioni si verificarono durante le fasi finali e nel periodo immediatamente successivo alla prima guerra mondiale. Il governo turco odierno ha sempre negato il fatto che i massacri degli armeni durante il periodo ottomano costituissero un genocidio, infiammando il risentimento armeno in Armenia e in tutto il mondo. Negli ultimi anni il genocidio armeno del 1915 è stato sempre più discusso in Turchia, in conferenze e università, in quanto la legge non impedisce i dibattiti sull'argomento. Anche se la libertà di parola e di pensiero sono garantite dalla legge turca, a causa della natura dell'articolo 301 del codice penale turco che rende illegale insultare la nazione turca, le persone che rivendicano il genocidio armeno possono essere accusate di nominare la nazione "assassina" e quindi "insultare la nazione turca". Più di ottanta autori sono stati perseguiti per "insulto alla nazione turca"; Kemal Kerinçsiz, un avvocato ultra-nazionalista, è responsabile di almeno quaranta di loro, mentre il suo gruppo Büyük Hukukçular Birliği ("Grande unione di giuristi" o "Unione degli avvocati turchi") lo è per la maggior parte degli altri. Il sistema educativo turco continua a imporre l'insegnamento della negazione del genocidio armeno nelle sue scuole pubbliche e attraverso molti dei suoi siti web governativi.

#### Prima Repubblica di Armenia
Il trattato di Brest-Litovsk del 1918 istituì tre stati indipendenti nel Caucaso, inclusa la Prima Repubblica di Armenia. A due mesi dalla sua firma, l'Impero ottomano rinnegò il trattato invadendo il nascente stato armeno, essendo fermato nella battaglia di Sardarabad. L'invasione culminò nel Trattato di Batumi nel giugno 1918.

### Il periodo interbellico e l'era sovietica
Il periodo tra le due guerre fu segnato dalla spartizione dell'Impero ottomano. L'Anatolia divenne la Repubblica di Turchia nel 1923. I rivoluzionari turchi intrapresero la guerra d'indipendenza turca contro i lealisti ottomani e i paesi vicini, e si impegnarono in un conflitto continuo con la Prima Repubblica di Armenia.
Il 24 settembre 1920, le forze turche invasero e avanzarono verso Sarighamish e Kars con la conseguente guerra turco-armena. Mustafa Kemal Atatürk inviò delegazioni a Mosca; la Prima Repubblica di Armenia sarebbe alla fine diventata la RSS Armena all'interno dell'Unione Sovietica. Il trattato di Kars, identico al trattato russo-turco di Mosca precedentemente concluso, fu firmato il 23 ottobre 1921 tra la Grande Assemblea Nazionale della Turchia e i rappresentanti della Russia bolscevica, dell'Armenia sovietica, dell'Azerbaigian sovietico e della Georgia sovietica (i quali fecero tutti parte dell'Unione Sovietica dopo il Trattato dell'Unione del dicembre 1922).
L'Unione Sovietica e la Turchia rimasero ufficialmente neutrali dopo il Trattato di Kars, e non ci fu ostilità tra la Turchia e la RSS armena. Il confine terrestre era chiuso ad eccezione della ferrovia Kars-Leninakan.

#### Imposta sul capitale e Aşkale
Durante la seconda guerra mondiale, un carico fiscale estremamente elevato era imposto ai cittadini armeni, greci ed ebrei della Turchia e gli addetti fiscali avevano mano libera nel determinare gli importi, che spesso non potevano essere pagati. Nell'inverno del 1942, centinaia di persone che non potevano pagare, compresi uomini anziani, furono portate nella città di Aşkale, con inverni molto rigidi, e costrette a spalare la neve continuamente per ben cinque mesi. Alcuni furono in grado di pagare la gente del posto per svolgere il lavoro per loro, e alcuni cedettero al freddo e alle condizioni, dormendo in fienili, caffè o in qualsiasi altro luogo in cui avrebbero potuto trovare riparo. Il libro "Con te sorride il mio cuore" dell'autore turco Kemal Yalçın include una visita dell'autore ad Aşkale negli anni '90 per conoscere in prima persona le tasse e i campi di lavoro, le condizioni e le vittime in un momento in cui questo evento era pericoloso tabù da discutere in Turchia.

#### Pogrom d'Istanbul
Il Pogrom d'Istanbul fu lanciato in Turchia contro le minoranze etniche residenti a Istanbul, in particolare greci e gli armeni nel settembre 1955.

#### Attività paramilitare
L'ASALA, l'Esercito segreto armeno per la liberazione dell'Armenia, fu un'organizzazione marxista-leninista di estrazione libanese, che operò dal 1975 al 1991. Negli anni '80 lanciò una serie di attentati e omicidi contro diplomatici turchi in diversi paesi, con l'intenzione dichiarata di costringere il governo turco a riconoscere la propria responsabilità per il genocidio armeno, a pagare le riparazioni e la cessione di territori. La rivendicazione territoriale riguardava il Trattato di Sèvres del 1920 e il piano di Woodrow Wilson per una patria armena.
Il gruppo pianificò attacchi in tutto il mondo, anche se subì una frammentazione interna dopo l'attacco del 1983 all'aeroporto di Orly che causò vittime non turche. Gli attacchi, che furono regolarmente condannati dai leader della chiesa armena, così come dalla comunità internazionale, vennero notoriamente criticati sotto forma di protesta da un armeno di nome Artin Penik nel 1982, che si immolò a piazza Taksim di Istanbul per dimostrare la sua forte opposizione alle tattiche dell'ASALA. Il patriarca armeno di Costantinopoli, che poco prima della sua morte fece visita a Penik gravemente ustionato in ospedale, lo definì "un simbolo del malcontento armeno per questi brutali omicidi".
Un'organizzazione simile, i Giustizieri del genocidio armeno, fu responsabile di almeno altri sei omicidi. Nell'attacco all'ambasciata turca del 1983 a Lisbona, uomini armati si "sacrificarono" deliberatamente facendo esplodere una bomba nell'edificio; nessuno di loro sopravvisse.
In mezzo a una serie di attacchi nel 1985, il presidente degli Stati Uniti Ronald Reagan chiese al Congresso di eliminare una risoluzione che riconosceva il "massacro genocida" di armeni, in parte per il suo timore che potesse indirettamente "ricompensare il terrorismo". Secondo il sito web del <i>National Memorial Institute for the Prevention of Terrorism</i>, ci furono 84 eventi che coinvolsero l'ASALA, che provocarono 46 morti e 299 feriti.

## Relazioni odierne

### Indipendenza armena del 1991

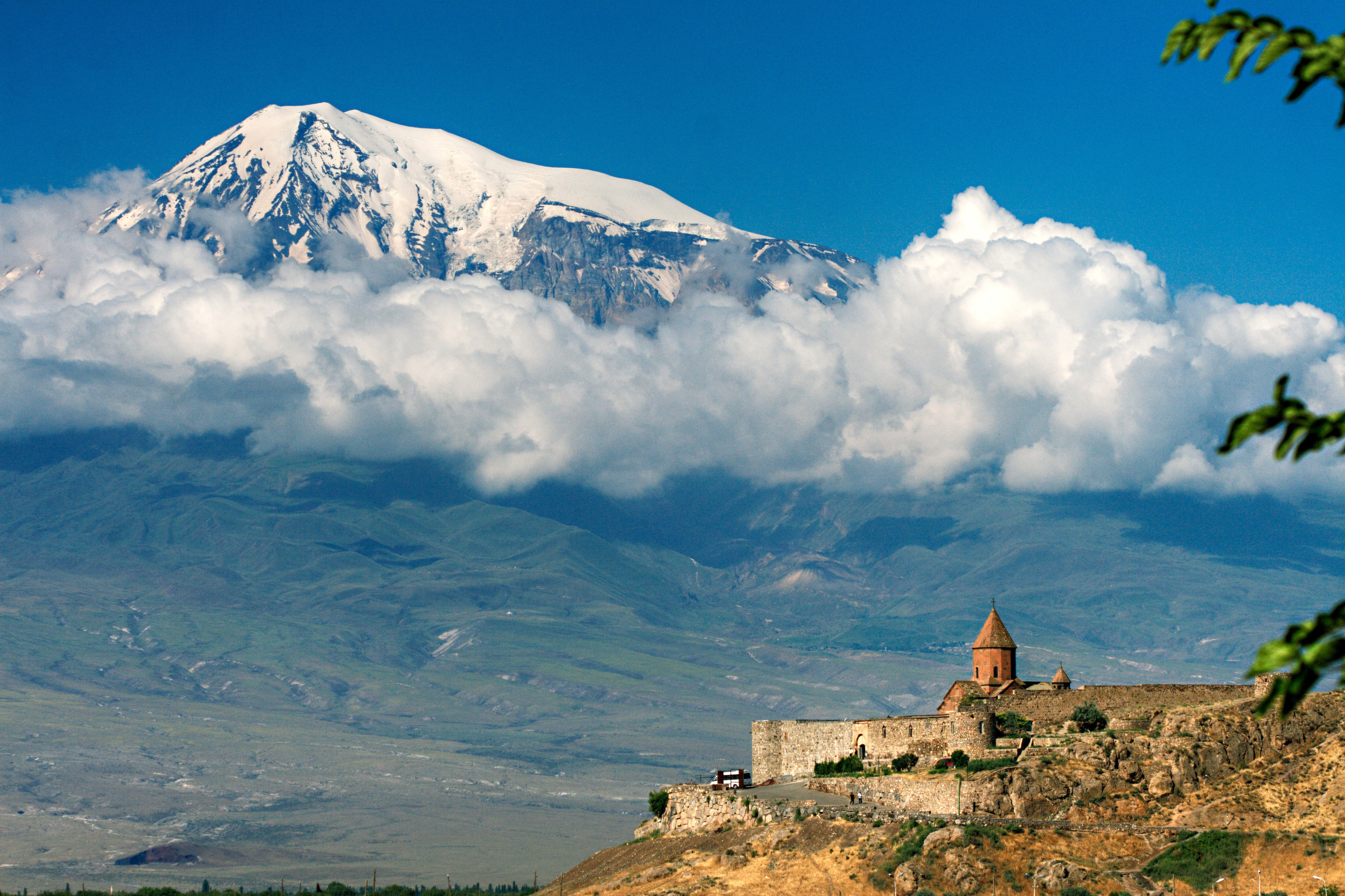
Il monastero di Khor Virap, che risale al VII secolo, si trova sul confine chiuso turco-armeno.

La Turchia è stata uno dei primi paesi a riconoscere l'indipendenza dell'Armenia dopo il crollo dell'Unione Sovietica nel 1991. Ankara, tuttavia, si è rifiutata di stabilire relazioni diplomatiche con Yerevan, nonché di varare l'apertura dei due varchi del confine turco-armeno, come Alijan-Margaran e Dogukap-Akhurik. La Turchia ha presentato due condizioni preliminari: l'Armenia deve riconoscere il confine turco-armeno, stabilito con il Trattato di Kars nel 1921, ovvero rinunciare alle rivendicazioni territoriali, e porre fine al processo di riconoscimento internazionale del genocidio armeno.

### Blocco delle relazioni diplomatiche

#### Guerra del Nagorno-Karabakh
La Turchia è stata un membro attivo del Gruppo OSCE di Minsk creato nel 1992 dalla Conferenza sulla sicurezza e la cooperazione in Europa per mediare la fine del conflitto tra l'Armenia e l'alleato turco dell'Azerbaigian sulla contesa dell'oblast' autonoma del Nagorno-Karabakh. L'allora parlamento dell'oblast' aveva votato per unirsi con l'Armenia il 20 febbraio 1988, ma il Gruppo di Minsk fece pochi progressi e gli scontri su vasta scala scoppiarono rapidamente.
Le relazioni tra Armenia e Turchia peggioravano gradualmente mentre l'esercito armeno continuava a fare progressi nella regione del Nagorno-Karabakh. La conquista di Shusha da parte degli armeni il 9 maggio 1992 ha portato il primo ministro turco Suleyman Demirel a subire un'intensa pressione pubblica affinché intervenisse. Demirel si è opposto a tale intervento, affermando che l'ingresso della Turchia in guerra avrebbe innescato un conflitto musulmano-cristiano ancora più grande. La Turchia non ha inviato truppe per aiutare l'Azerbaigian, ma ha fornito all'Azerbaigian consiglieri e aiuti militari.
La successiva pulizia etnica del Nagorno-Karabakh di tutta la sua popolazione azera culminata nel massacro di Khojaly nel febbraio 1992 e della pulizia etnica degli armeni che vivevano in altre regioni dell'Azerbaigian, come nel caso del Pogrom di Baku, hanno ulteriormente aggravato le relazioni, che non sono mai state realmente ristabilite.

#### Risoluzione 822 del Consiglio di sicurezza delle Nazioni Unite
La Turchia ha co-sponsorizzato la risoluzione 822 del Consiglio di sicurezza delle Nazioni Unite che afferma il Nagorno-Karabakh come parte dell'integrità territoriale dell'Azerbaigian, chiedendo il ritiro delle forze armene dalla regione del Kelbajar. Più tardi, nel 1993, la Turchia si è unita all'Azerbaigian per imporre un embargo economico all'Armenia e determinando la chiusura del confine turco-armeno.
A metà agosto 1993, gli armeni hanno ammassato una forza per conquistare le regioni azere di Fuzuli e Jebrail, a sud del Nagorno-Karabakh vero e proprio e il primo ministro turco Tansu Çiller ha risposto inviando migliaia di truppe turche al confine e chiedendo che l'Armenia si ritirasse dai territori dell'Azerbaigian. Le forze della Federazione Russa in Armenia, tuttavia, hanno contrastato i loro movimenti, scongiurando così ogni possibilità che la Turchia potesse svolgere un ruolo militare nel conflitto.

#### Blocco in corso

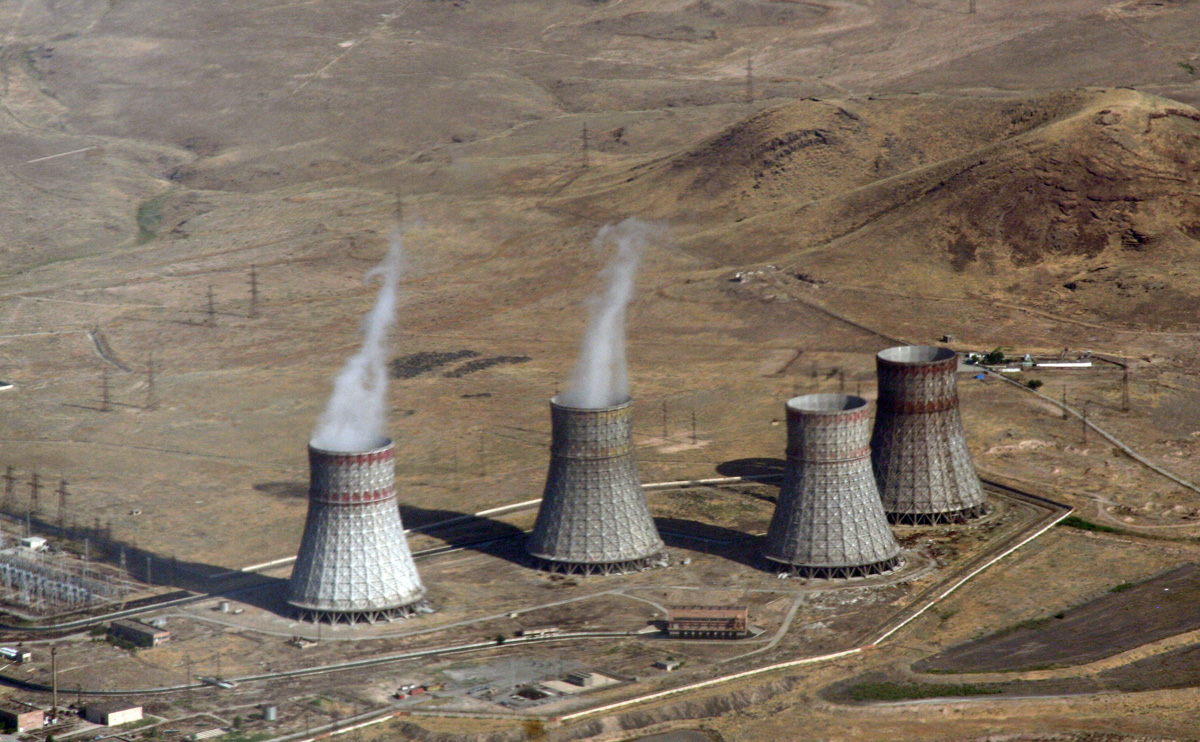
Centrale nucleare di Metsamor.

La Turchia non riconosce la Repubblica del Nagorno-Karabakh (Repubblica dell'Artsakh) emersa dal cessate il fuoco mediato dalla Russia del 16 maggio 1994 alla prima guerra del Nagorno Karabakh, e ha stabilito il ritiro dell'Armenia dall'oblast conteso e dai sette distretti circostanti come una condizione preliminare per stabilire relazioni diplomatiche e riaprire il confine congiunto.
L'Armenia afferma che la Turchia ha utilizzato il blocco in corso derivante dal conflitto irrisolto del Nagorno-Karabakh per isolare il paese con alcuni progetti come l'oleodotto Baku-Tbilisi-Ceyhan, il gasdotto Baku-Tbilisi-Erzurum e la ferrovia Baku-Tbilisi-Kars, che bypassano direttamente il territorio armeno. In realtà esisteva già una linea ferroviaria da Kars a Baku, ma era stata chiusa dalla Turchia, in quanto attraversava il confine chiuso turco-armeno.
L'Armenia, che non ha carbone, gas naturale o petrolio propri e scarse risorse eoliche e idriche, soffriva da tempo di gravi carenze energetiche e ha subito un blocco economico da Turchia e Azerbaigian, da cui importava quasi tutto il suo carburante, ed è stata costretta ad annunciare il riavvio del secondo dei due reattori VVER nella centrale nucleare di Metsamor. Il presidente del comitato ambientale armeno Samuel Shahinian ha spiegato la decisione affermando: "La nostra gente ha così freddo che non possiamo spiegar loro niente, vogliono solo stare al caldo". I reattori, che erano stati commissionati dalle autorità sovietiche nel 1979 e da tempo considerati pericolosamente obsoleti, erano stati chiusi nel 1988 per problemi di sicurezza a seguito del terremoto di Spitak. L'annuncio ha suscitato clamore in Turchia, il cui confine è a soli 17 km da Metsamor. "Ci sono alcuni rischi", ha confermato il vice presidente armeno Ara Sahakian, "ma dovremmo rendercene conto e tutti dovrebbero rendersi conto che non abbiamo altra scelta".

#### Rimessa in servizio della centrale di Metsamor
L'unità Metsamor-2 è stata rimessa in servizio nel 1995 dopo che circa 50 milioni di dollari erano stati spesi per miglioramenti della sicurezza. Ciò tuttavia ha fatto poco per alleviare i problemi di sicurezza in Turchia e l'Agenzia turca per l'energia atomica (TAEK) insieme al Ministero dell'ambiente e delle foreste turco, all'Università di Kafkas e vari istituti e fondazioni hanno formato una stretta infrastruttura di controllo nella regione oltre il confine dal reattore e hanno istituito un sistema di allerta precoce RESAI per effettuare misurazioni costanti dei livelli delleradiazioni gamma nell'aria e analisi di campioni di suolo, piante e alimenti locali per anticipare gli eventuali avvisi di pericolo quando i livelli superano i limiti di soglia. Il vicepresidente del TAEK, il dott. Erdener Birol, ha confermato: "Con l'aumento del livello di radiazioni, Ankara ne viene immediatamente informata".
Ulteriori preoccupazioni per la sicurezza sono emerse quando è stato rivelato che il blocco in corso del paese da parte dei suoi vicini, Turchia e Azerbaigian, significava che il combustibile nucleare per la centrale era stato trasportato a bordo di aerei Antonov e Tupolev dalla Russia all'aeroporto di Yerevan in spedizioni segrete che Alexis Louber, capo della Delegazione dell'UE a Yerevan, ha paragonato a "volare intorno a una potenziale bomba nucleare".

#### Affermazione di Elie Wiesel sul genocidio armeno
Il 9 giugno 2000, in una dichiarazione a tutta pagina sul New York Times, 126 studiosi, tra cui il premio Nobel Elie Wiesel, lo storico Yehuda Bauer e il sociologo Irving Horowitz, hanno firmato un documento affermando che il genocidio armeno della prima guerra mondiale è un fatto storico incontestabile e hanno spinto conseguentemente i governi delle democrazie occidentali a riconoscerlo come tale. Secondo Stephen Kinzer il rimodellamento della coscienza nazionale nei primi anni del nuovo secolo "ha permesso [ai turchi] di aprire le loro menti a visioni alternative della tragedia del 1915", e "più di una dozzina di libri che toccano questo argomento sono stati pubblicati in Turchia, con titoli come Armenians in Our Neighbourhood e The Armenian Taboo".

#### Operazione ALTAY
Secondo il sito di notizie Nordic Monitor, la Turchia ha pianificato un'invasione militare dell'Armenia con nome in codice ALTAY. Il piano operativo è stato finalizzato nel 2001. I dettagli sono trapelati nel 2019, quando è stato anche detto che il piano era ancora valido.

#### Scadenza di Metsamor
Poco dopo che l'Armenia è diventata membro del Consiglio d'Europa nel 2001, le autorità di Yerevan hanno dichiarato di aspettarsi l'assistenza dell'UE per la costruzione di un gasdotto che collegasse l'Armenia al vicino Iran e per la revoca del blocco turco e azero. Il viceministro dell'Energia armeno Areg Galstyan ha indicato che l'impianto, che fornisce il 40% dell'energia armena e vende l'energia in eccesso alla vicina Georgia, dovrebbe rimanere in funzione fino al 2016 e forse al 2031.
Il professor Hayrettin Kilic dell'Università di Ferrara parlando a una conferenza organizzata congiuntamente dal Consiglio comunale di Kars e dall'Università di Kafkas ha risposto che: "Il rischio è enorme. La centrale nucleare di Metsamor non è un problema di Kars, Ağrı, Igdir, Yerevan e Nakhichevan ma un problema della Turchia, della Georgia e di tutta l'Armenia. Questo è un problema regionale." Il sindaco di Igdir Nurettin Aras ha dichiarato: "Siamo in pericolo di un disastro e il sindaco di Kars Naif Alibeyoglu ha confermato che "Stiamo facendo di tutto per chiudere questa centrale, ma non tutto è in nostro potere. È essenziale che le autorità statali si occupino da vicino di questa questione," e, "il governo turco dovrebbe avviare un'iniziativa per la chiusura dell'impianto. Entrambi i popoli, turchi e armeni, devono essere consapevoli di questo pericolo."
Galstyan ha respinto le preoccupazioni sulla sicurezza affermando che è più importante per gli armeni "mantenere l'elettricità accesa", mentre Jeremy Page, scrivendo sul The Times ha sottolineato che "la nazione prevalentemente cristiana è anche riluttante a fare affidamento sull'energia importata a causa della sua storia di ostilità con i suoi vicini islamici".
È stato raggiunto un accordo finale con l'UE e altre organizzazioni internazionali coinvolte per prolungare lo sfruttamento dell'impianto almeno fino al 2016.

#### Commissione di riconciliazione turco-armena
La Commissione di riconciliazione turco-armena è stata lanciata il 9 luglio 2001 a Ginevra, in Svizzera, con dieci persone provenienti da Armenia, Turchia, Russia e Stati Uniti, per lo più costituite da ex politici di alto rango rinomati per i loro risultati passati che miravano a "promuovere la comprensione reciproca e buona volontà tra turchi e armeni e incoraggiare relazioni migliori ". Il presidente dell'Assemblea armena d'America (AAA) Harair Hovnanian ha dichiarato: "Questo è il primo tentativo globale e multidisciplinare di conciliare le differenze tra due vicini, separati da amarezza e sfiducia, e come tale, è un progresso importante", e il presidente dell'AAA Carolyn Mugar ha aggiunto: "Riteniamo che la Commissione per la riconciliazione turco-armena trarrà vantaggio e si baserà sulle esperienze di altri sforzi internazionali simili".

#### Ascesa al potere dell'AKP in Turchia
Il Partito per la giustizia e lo sviluppo (AKP) è salito al potere in Turchia, dopo le elezioni generali turche del 2002, sotto Recep Tayyip Erdoğan e Abdullah Gül con una politica estera formulata da Ahmet Davutoğlu che postulava la formula "zero problemi con i vicini" portando a una nuova speranza per le relazioni turco-armene.
Le restrizioni agli armeni che entravano in Turchia erano state revocate nel gennaio 2002 e, sebbene il confine tra i due paesi fosse rimasto chiuso, i lavoratori armeni sarebbero entrati nel paese attraverso la Georgia e sarebbero rimasti illegalmente dopo la scadenza del visto di 30 giorni per non residenti. Una politica ufficiale turca non dichiarata si è sviluppata per mantenere gli immigrati illegali relativamente a loro agio con il primo ministro turco Erdoğan che in seguito ha annunciato "non potevano sostenersi nella loro patria, e abbiamo aperto le nostre porte". Potremmo deportarli ma non lo facciamo". Il professore dell'Università Gazi Mehmet Seyfettin Erol ha confermato che, "questo è il potere morbido per la Turchia", della politica accreditata per il miglioramento delle relazioni bilaterali", e "trattarli come altri non serve a nessuno scopo e con ogni probabilità allontanerà gli armeni dalla Turchia."
La Commissione per la riconciliazione turco-armena ha chiesto al Centro internazionale per la giustizia di transizione di fornire un rapporto alla controversia sull'applicabilità della Convenzione sul genocidio. Questo rapporto ha stabilito che il termine "genocidio" descrive appropriatamente "il massacro ottomano degli armeni nel 1915-1918", ma ha aggiunto, nel tentativo di alleviare la reazione avversa turca , che la moderna Repubblica di Turchia non era legalmente responsabile per l'evento.

#### La questione dell'adesione della Turchia all'UE
Alcuni politici dell'Unione europea hanno fatto pressione alla Turchia affinché riconoscesse formalmente il genocidio armeno come condizione preliminare per l'adesione all'UE. Questi tentativi per sfruttare la vulnerabilità della Turchia nel suo tentativo di adesione all'UE sono stati ampiamente criticati in Turchia.
Hrant Dink, giornalista e scrittore tra i più feroci critici di questo metodo di pressione sulla Turchia, ha accusato Angela Merkel di sponsorizzare la legislazione che riconosceva il genocidio armeno per minare le ambizioni della Turchia nell'UE. Dink ha suggerito che chiunque sia sinceramente interessato al benessere dei popoli armeno e turco avrebbe fatto presto pressione su Yerevan per sostituire finalmente il reattore di Metsamor, o di pressare la Turchia per aprire finalmente il confine armeno-turco, o anche solo in generale "aiutare economicamente e diplomaticamente e sostenere i moderati che esistono da entrambe le parti".
Secondo l'ex presidente armeno Robert Kocharyan, "l'Armenia non è mai stata contraria all'adesione della Turchia all'Unione europea". La stessa Armenia è membro del gruppo di vicinato dell'UE, che un giorno potrebbe potenzialmente portare all'adesione all'UE.
Secondo l'ex ministro degli Esteri armeno Vardan Oskanyan, pur ammettendo che "la negazione del genocidio fa male", ha insistito sul fatto che il punto di vista turco non necessariamente "impedisce la normalizzazione delle nostre relazioni".
Dal 2005 la Turchia ha aperto con una capacità limitata il suo spazio aereo all'Armenia attraverso la ripresa dei voli Armavia tra Yerevan e Istanbul; tuttavia, il commercio terrestre ha continuato a essere deviato attraverso la Georgia.

#### Proposta di commissione storica congiunta sugli eventi del 1915
Nel 2005 un gruppo di studiosi e opinionisti turchi ha tenuto una conferenza accademica in cui, è stato promesso che tutti i punti di vista sul massacro armeno sarebbero stati rispettosamente ascoltati. Secondo Stephen Kinzer, "Alcuni commentatori si sono opposti ad alcune parti di quanto è stato detto alla conferenza, ma quasi tutti hanno accolto con favore la svolta per aprire un dibattito su questo doloroso argomento". L'Associazione internazionale degli studiosi del genocidio ha affermato che prove scientifiche hanno rivelato che "il governo dei Giovani Turchi dell'Impero ottomano ha iniziato un genocidio sistematico dei suoi cittadini armeni, una popolazione minoritaria cristiana disarmata. Più di un milione di armeni sono stati sterminati attraverso l'uccisione diretta, la fame, la tortura e le marce della morte "e hanno condannato i tentativi turchi di negare la sua realtà fattuale e morale."
L'idea dell'istituzione di una commissione mista composta da storici della Turchia e dell'Armenia, che esaminasse gli archivi nazionali di entrambi i paesi e rivelasse i risultati delle loro ricerche al pubblico internazionale, è stata approvata dalla Grande Assemblea nazionale turca.
Tuttavia, la lettera del presidente armeno dell'aprile 2005 al primo ministro Recep Tayyip Erdoğan asseriva:
Nel 2006, dopo anni di campagne condotte da cittadini francesi di discendenza armena, l'Assemblea nazionale francese, in quella che il giornalista Stephen Kinzer chiama "una vittoria sorprendente" dichiarò ufficialmente che i turchi ottomani commisero il genocidio nel 1915.
Nel febbraio 2007, il presidente dell'Armenia Robert Kocharian durante una visita in Francia ha affermato che "la normalizzazione delle relazioni bilaterali è responsabilità dei governi, non degli storici".
Nell'aprile 2015, il presidente dell'Armenia Serzh Sargsyan ha dichiarato: "Diventa ovvio che la proposta turca di istituire la cosiddetta commissione degli storici ha un solo obiettivo, che è quello di ritardare il processo di riconoscimento del genocidio armeno e di distogliere l'attenzione della comunità internazionale da quel crimine. Questo non è solo il nostro punto di vista, ma anche quello della comunità internazionale che continua a riconoscere e condannare il genocidio armeno".

### Il disgelo diplomatico post-2007

#### Assassinio di Hrant Dink
L'assassinio nel gennaio 2007 di Hrant Dink, un giornalista turco di origine armena, ha portato la questione delle relazioni armeno-turche nella coscienza nazionale dei cittadini turchi. Dink è stato determinante nel convincere i turchi a discutere del genocidio armeno, uno sforzo per il quale è stato oggetto di procedimenti penali in tre diverse occasioni. Nondimeno, Dink ha anche riservato alcune critiche alla diaspora armena, per la sua insistenza nel far valere una rivendicazione di genocidio senza coinvolgere l'odierno popolo turco.

Poco dopo l'arresto di Ogün Samast, il 17enne nazionalista sospettato dell'omicidio, sono emerse le immagini dell'assassino affiancato da sorridenti poliziotti turchi e della gendarmeria, che posavano con l'assassino davanti alla bandiera turca mentre era sotto custodia. Le immagini hanno innescato una serie di indagini e la rimozione dall'incarico delle persone coinvolte.
Al funerale di Hrant Dink, decine di migliaia di cittadini turchi hanno marciato in solidarietà con Dink, molti recanti cartelli con la scritta "Siamo tutti Hrant Dink, siamo tutti armeni" rappresentando una nota di speranza nello sviluppo delle relazioni armeno-turche.

#### Riaffermazione del genocidio del Premio Nobel
Nel 2007, la Elie Wiesel Foundation for Humanity ha prodotto una lettera firmata da 53 premi Nobel per riaffermare la conclusione degli studiosi del genocidio secondo cui le uccisioni di armeni nel 1915 costituivano un genocidio. L'allora ministro degli Esteri turco, Abdullah Gül, ha risposto riaffermando le richieste a un comitato di storici turchi e armeni di riesaminare gli eventi del 1915, come suggerito per la prima volta nel 2005, ma gli armeni non hanno mostrato alcun interesse per il suggerimento con un sondaggio pubblico di opinione del 2007 citato da Stephen Kinzer che indica che "solo il 3% degli armeni crede che costringere la Turchia ad ammettere il genocidio dovrebbe essere la massima priorità del proprio governo", e "solo il 4% l'ha inserito nella loro lista di priorità".
Gli sforzi degli americani di discendenza armena per far approvare al Congresso degli Stati Uniti una risoluzione che riconoscesse il genocidio armeno, tuttavia, sono continuati attraverso quella che Stephen Kinzer chiama "la loro lobby straordinariamente efficace a Washington" e "ha quasi superato la Camera dei rappresentanti nel 2007, grazie all'influenza del presidente della Camera Nancy Pelosi, nel cui stato d'origine della California vivono molti prosperi armeno-americani" fino a quando Condoleezza Rice e Robert M. Gates hanno firmato una lettera aperta al Congresso, avvertendo che il riconoscimento formale del genocidio armeno" potrebbe danneggiare le truppe americane in campo antagonizzando la Turchia.

#### Sostituzione di Metsamor
Il 7 settembre 2007, il ministro armeno dell'Energia Armen Movsisyan ha annunciato che l'unità 2 di Metsamor doveva essere sostituita con una nuova centrale nucleare costruita sullo stesso sito al costo di 2 miliardi di dollari.

#### Giornata della memoria del Genocidio armeno del 2008
Il 24 aprile 2008, durante l'annuale Giornata della memoria del genocidio dell'Armenia, una bandiera turca è stata calpestata durante una manifestazione ufficiale a Yerevan. Il ministero degli Esteri turco ha reagito rilasciando la dichiarazione: "Con il significato che porta, la bandiera turca simboleggia la libertà e tutti i valori e le convinzioni fondamentali della nazione turca. La bandiera è accettata come sinonimo dell'esistenza della nostra nazione. L'importanza attribuita dalla nazione turca a questi valori e alla sua bandiera è ampiamente nota. A questo proposito, le notizie relative hanno portato a grande tristezza, turbamento e indignazione nella nostra società".

#### Crisi russo-georgiana del 2008-2009
Dopo la guerra dell'Ossezia del Sud del 2008 che ha suscitato preoccupazioni per la stabilità delle rotte energetiche nel Caucaso, la normalizzazione dei legami con l'Armenia è rientrata nell'agenda politica del governo turco.

### Tentativo di riavvicinamento

#### Visita presidenziale turca in Armenia e i successivi negoziati
Nel settembre 2008, il presidente turco Abdullah Gül è diventato il primo capo di Stato turco a visitare l'Armenia dopo aver accettato l'invito del presidente armeno Serzh Sargsyan a partecipare a una partita di qualificazione alla Coppa del Mondo FIFA tra le squadre nazionali di calcio turca e armena. I colloqui durante la partita si sono concentrati sulle relazioni bilaterali e sul Karabakh, e non hanno toccato il genocidio armeno, anche se il ministro degli Esteri Ali Babacan ha sollevato la questione subito dopo. Sia i presidenti che la stampa dei rispettivi paesi hanno riflettuto positivamente sulla visita che ha gettato le basi per un disgelo nelle relazioni diplomatiche che si prevedeva avrebbe fatto grandi progressi in tempo per la visita reciproca di Sargsyan in Turchia a ottobre per assistere alla partita di ritorno.
Alla vigilia della visita presidenziale degli Stati Uniti del 2009 in Turchia da parte di Barack Obama, fonti ad Ankara e Yerevan hanno annunciato di un possibile accordo per la riapertura del confine tra i due stati e lo scambio di personale diplomatico.
Nel 2009 il ministro degli Esteri armeno Eduard Nalbandyan ha paventato la riapertura del confine ma ha scartato qualsiasi collegamento alla disputa del Nagorno-Karabakh. L'International Crisis Group (ICG) ha pubblicato un rapporto sulla normalizzazione affermando che il dibattito politicizzato sul genocidio della popolazione armena da parte degli ottomani e lo stallo del conflitto Armenia-Azerbaigian sul Nagorno-Karabakh non avrebbe dovuto fermare lo slancio del disgelo delle relazioni turco-armene. e che la distensione bilaterale con l'Armenia in ultima analisi avrebbe potuto aiutare Baku a recuperare il territorio in miglior modo rispetto allo stallo."

#### Annuncio della tabella di marcia provvisoria e reazioni
Il 22 aprile 2009 è stato annunciato che i colloqui diplomatici ad alto livello in corso in Svizzera dal 2007 avevano raggiunto progressi tangibili e di comprensione reciproca e che era stata individuata una road map per la normalizzazione delle relazioni diplomatiche tra i due paesi, sebbene nessun testo formale fosse stato ancora firmato. Today's Zamam ha concluso che l'approccio cauto delle autorità turche aveva lo scopo di ridurre al minimo le critiche dell'Azerbaigian e dei turchi nazionalisti che si sarebbero lamentati della "sottomissione alla pressione occidentale".
Il partito armeno Dashnak ha risposto all'annuncio in una riunione a porte chiuse del 26 aprile con la decisione di ritirare dal governo di coalizione i suoi 16 deputati, che detenevano tre ministeri nel gabinetto armeno. La reazione all'annuncio in Turchia è stata più attenuata e criticata da leader del partito nazionalista MHP Bahçeli poiché a suo dire la nazione e il parlamento turchi erano gli unici a non avere "informazioni sul processo".
La reazione internazionale all'annuncio è stata positiva, nonostante i timori che le reazioni avverse dell'Azerbaigian avessero potuto influenzare la sicurezza energetica europea.

#### Dichiarazioni degli Stati Uniti in occasione della Giornata della memoria armena
La dichiarazione del 2009 del presidente degli Stati Uniti Barack Obama in occasione della Giornata della memoria armena ha sostenuto che "fare i conti con il passato offre una potente promessa di riconciliazione", prima di affermare che "il modo migliore per portare avanti questo obiettivo in questo momento è che i popoli armeno e turco affrontino i fatti del passato come parte del loro sforzo per andare avanti". Sebbene, come indicato in precedenza, il presidente degli Stati Uniti Obama non abbia usato la parola "genocidio", il suo uso del termine armeno Meds Yeghern, tradotto come" Grande crimine "o "Calamità", ha offeso entrambe le parti della controversia. I gruppi armeni si sono sentiti traditi per il capovolgimento delle promesse di riconoscimento fatte durante le elezioni presidenziali statunitensi del 2008, mentre le autorità turche hanno ritenuto che Obama fosse tornato indietro alle promesse fatte durante la visita presidenziale degli Stati Uniti del 2009 in Turchia. Nonostante non abbia pronunciato la parola genocidio, Obama ha chiarito che non aveva cambiato le sue opinioni sul genocidio armeno nella dichiarazione, dicendo: "Ho costantemente affermato la mia opinione su ciò che è accaduto nel 1915, e la mia visione di quella storia non è cambiata".

#### Visita presidenziale turca in Azerbaigian e Russia nel 2009
Nel 2009 le autorità armene hanno risposto ai commenti fatti dal primo ministro turco Erdoğan durante la sua visita ufficiale a Baku che ha osservato che "qui c'è una relazione di causa ed effetto. L'occupazione del Nagorno-Karabakh è la causa, e la chiusura del confine è l'effetto. Senza la fine dell'occupazione, i cancelli non saranno aperti".
Una dichiarazione dell'ufficio del presidente armeno Sarksyan ha affermato che, come ha ripetutamente sottolineato durante i contatti armeno-turchi, qualsiasi tentativo turco di interferire nella soluzione del problema del Nagorno-Karabakh può solo danneggiare quel processo." Il ministro degli Esteri armeno Nalbandian ha ribadito che: "per quanto riguarda il processo di normalizzazione armeno-turco, nel corso del 2009, su iniziativa del presidente armeno insieme ai nostri vicini turchi e con l'aiuto dei nostri partner svizzeri, siamo avanzati verso l'apertura di una delle ultime frontiere chiuse in Europa e la normalizzazione delle nostre relazioni senza precondizioni. La palla ora è dalla parte turca. E speriamo che trovino la saggezza e il coraggio per fare l'ultimo passo decisivo. Vogliamo essere fiduciosi che la necessaria volontà politica possa eventualmente lasciarsi alle spalle la mentalità del passato ".
Erdoğan è volato da Baku a Sochi, in Russia, per una "visita di lavoro" il 16 maggio con il primo ministro russo Vladimir Putin, durante la quale ha dichiarato: "Turchia e Russia hanno responsabilità nella regione. Dobbiamo prendere provvedimenti per la pace e il benessere della regione. Ciò include il problema del Nagorno-Karabakh, la disputa sul Medio Oriente, il problema di Cipro". Putin ha risposto che "Russia e Turchia cercano che tali problemi vengano risolti e lo faciliteranno in ogni modo", ma, "per quanto riguarda i difficili problemi del passato - e il problema del Karabakh è tra questi problemi - un compromesso dovrebbe essere trovato i partecipanti al conflitto. Altri Stati che aiutano a raggiungere un compromesso in questo aspetto possono svolgere un ruolo di mediatori e garanti per l'attuazione degli accordi firmati."

#### Firma dell'accordo del 2009

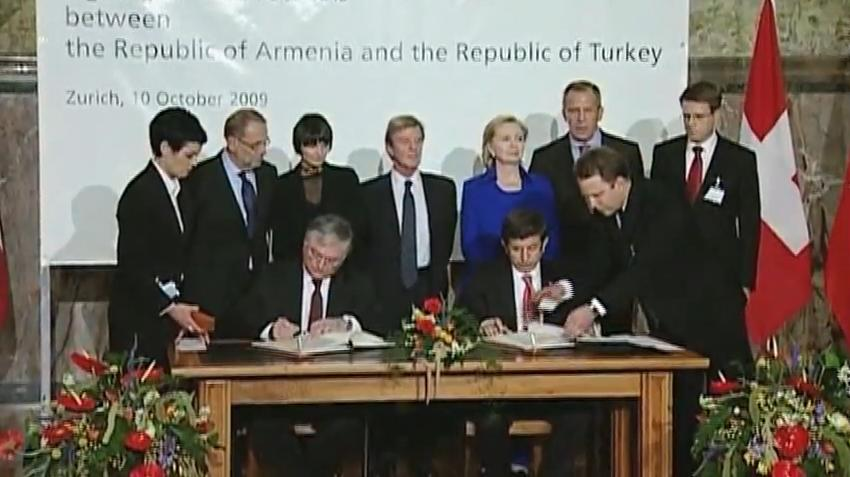
Nalbandyan e Davutoglu firmano l'accordo.

Un accordo tra Armenia e Turchia è stato firmato dai ministri degli esteri dei due paesi, Ahmet Davutoğlu e Eduard Nalbandyan, il 10 ottobre 2009. La firma è avvenuta a Zurigo, in Svizzera. Gli armeni di tutto il mondo avevano protestato contro l'accordo a causa delle controverse concessioni che la leadership armena si stava preparando a fare, in particolare per quanto riguarda il genocidio armeno e il confine turco-armeno. L'accordo ha fatto seguito a più di un anno di trattative. È stato progettato per consentire l'apertura delle frontiere e per avviare un rapporto diplomatico formale. Alla firma hanno partecipato Bernard Kouchner, Sergey Lavrov e Hillary Clinton, rispettivamente i ministri degli esteri di Francia, Russia e Stati Uniti.

#### Sospensione del processo di ratifica
Gli sforzi diplomatici per normalizzare le relazioni avviate dall'Armenia alla fine sono falliti.
In Armenia, prima di inviare i protocolli al parlamento, è stato avviato alla Corte costituzionale l'iter per l'approvazione della loro costituzionalità. La Corte costituzionale ha fatto riferimento al preambolo dei protocolli sulla base di tre questioni principali. Una di esse ha affermato che l'attuazione dei protocolli non avrebbe implicato il riconoscimento ufficiale dell'Armenia dell'attuale confine turco-armeno stabilito dal Trattato di Kars. In tal modo, la Corte costituzionale ha respinto una delle premesse principali dei protocolli, ovvero "il riconoscimento reciproco del confine esistente tra i due paesi come definito dai trattati di diritto internazionale pertinenti". Ciò è stato considerato dal governo turco come un'efficace revisione dei protocolli e quindi la ragione per ritirarsi dal processo.
La coalizione al governo armena ha deciso di proporre una sospensione del processo di ratifica al presidente dopo che il primo ministro turco Erdoğan ha annunciato più volte che la ratifica turca dipendeva da un accordo di pace nel conflitto del Nagorno-Karabakh. Lo stesso giorno il presidente Sargsyan ha sospeso il processo di ratifica pur annunciando che l'Armenia non avrebbe sospeso il processo di normalizzazione dei rapporti con la Turchia nel suo insieme.

### Eventi successivi al fallito disgelo

#### Possibili rivendicazioni territoriali dell'Armenia
Il 5 luglio 2013, durante un forum di avvocati armeni a Yerevan in occasione del 100º anniversario del genocidio armeno organizzato dal Ministero della diaspora, il procuratore generale armeno Aghvan Hovsepyan ha rilasciato una "dichiarazione sensazionale". Hovsepyan ha dichiarato:
Secondo l'agenzia di stampa ArmeniaNow "questa è stata vista come la prima rivendicazione territoriale dell'Armenia alla Turchia fatta a livello ufficiale. Il procuratore generale è più alta autorità legale del paese, e la sua dichiarazione è equivalente a una dichiarazione ufficiale."
In risposta, il 12 luglio 2013 il ministero degli Affari esteri turco ha rilasciato una dichiarazione:
Durante la sua visita a Baku il 17 luglio 2013, il ministro degli Esteri turco Ahmed Davutoglu ha descritto le rivendicazioni territoriali armene come un "prodotto del delirio".

#### Dal 2015
La firma del 23 dicembre 2015, da parte del ministro della Difesa russo Sergey Shoygu e del suo omologo armeno Seyran Ohanyan di un accordo per formare un sistema di difesa aerea congiunto nel Caucaso che ha fatto seguito alla dichiarazione del ministro armeno secondo cui il cessate il fuoco con l'Azerbaigian sulla separazione la regione del Nagorno-Karabakh praticamente non esisteva più, ha suscitato la preoccupazione del governo turco.
Il ministero degli Affari esteri armeno ha pubblicato una dichiarazione che condannava l'offensiva turca del 2019 nel nord-est della Siria, "che avrebbe portato al deterioramento della sicurezza regionale, perdite tra i civili, sfollamenti di massa e alla fine a una nuova crisi umanitaria".

#### Processo di normalizzazione del 2021-2023
Nel dicembre 2021, Armenia e Turchia hanno annunciato di nominare inviati speciali. L'ex ambasciatore degli Stati Uniti Serdar Kılıç è stato nominato rappresentante della Turchia per l'Armenia, e il vicepresidente del parlamento armeno Ruben Rubinyan è stato nominato rappresentante dell'Armenia per la Turchia. Il loro primo incontro si è tenuto a Mosca il 14 gennaio 2022, con le reazioni positive del portavoce della Commissione europea Peter Stano, rappresentante speciale del Segretario generale della NATO per il Caucaso e l'Asia centrale, Javier Colomina, i giornali filogovernativi turchi, e il membro del Carnegie Europe Thomas de Waal. Anche il funzionario di Baku, rappresentato dal viceministro degli affari esteri dell'Azerbaigian Khalaf Khalafov, ha accolto con favore l'avvio del processo di normalizzazione. Il 2 febbraio 2022 sono ripresi i voli diretti commerciali tra i due paesi. Anche il viceministro degli affari esteri dell'Azerbaigian Khalaf Khalafov ha accolto con favore l'avvio del processo di normalizzazione. Il 12 marzo 2022, il ministro degli Esteri turco Mevlüt Çavuşoğlu ha incontrato il suo omologo armeno Ararat Mirzoyan per colloqui "utili e costruttivi" nel tentativo di ristabilire i legami dopo decenni di ostilità. I due si sono incontrati al Forum della diplomazia di Antalya. L'11 luglio 2022, il primo ministro Pashinyan ha avuto per la prima volta una conversazione telefonica con il presidente turco Recep Tayyip Erdogan. Il 6 ottobre 2022, il primo ministro armeno Nikol Pashinyan e il presidente turco Recep Tayyip Erdoğan si sono incontrati faccia a faccia per la prima volta a Praga durante l'incontro della Comunità politica europea. Nel febbraio 2023, Pashinyan ha chiamato Erdoğan per esprimere le condoglianze per il terremoto in Turchia e Siria del 2023 e ha affermato che l'Armenia è pronta ad aiutare la Turchia. È stato aperto un valico di frontiera per consentire il passaggio degli aiuti umanitari dall'Armenia alla Turchia. Il 15 febbraio 2023 il ministro degli Esteri armeno Ararat Mirzoyan ha visitato la Turchia a causa del disastro sismico e ha incontrato il suo omologo turco Mevlüt Çavuşoğlu ad Ankara; Mirzoyan ha spiegato a Çavuşoğlu che l'Armenia era pronta ad aiutare la Turchia.
Il 25 marzo 2023, le nazionali di calcio armena e turca hanno disputato una partita allo stadio repubblicano Vazgen Sargsyan di Erevan per le qualificazioni al campionato europeo di calcio 2024, portando ai paragoni della cosiddetta "diplomazia calcistica" del 2008 e del 2009.
Il 3 giugno 2023, Pashinyan ha visitato Ankara per partecipare al terzo insediamento alla carica presidenziale di Recep Tayyip Erdoğan; è stata la prima visita di un leader armeno in un decennio.

## Questioni in sospeso

### Negazione del genocidio armeno
Le tensioni derivanti dal genocidio armeno, l'assassinio sistematico di circa 1.500.000 armeni da parte delle autorità dell'Impero Ottomano durante la prima guerra mondiale, sono un amaro punto di contesa, con la maggior parte degli storici che definiscono gli omicidi un genocidio, un termine la cui applicabilità è rifiutata dallo Stato turco.
La maggior parte degli storici sostiene che sia stato un tentativo deliberato e intenzionale di sterminare la popolazione armena dell'Impero ottomano. Questo punto di vista è anche la posizione della Repubblica di Armenia.
La Repubblica di Turchia respinge la cifra di 1,5 milioni per il bilancio delle vittime finale, insistendo sul fatto che le morti erano più vicine alla cifra di 200.000-300.000, e insiste sul fatto che erano il risultato di malattie, carestie e conflitti interetnici durante i disordini della prima guerra mondiale, affermando che i ribelli armeni del Dashnak e dell'Henchak si erano schierati con l'esercito russo che invase l'Anatolia orientale durante la guerra e commisero massacri contro la popolazione musulmana locale (turchi e curdi) in quella zona.
Il solo parlare del genocidio armeno in Turchia significa rischiare di "insultare la turchicità", un reato per il quale sono stati processati vari intellettuali turchi, poiché menzionare la parola genocidio stessa ne deduce il verificarsi.
In risposta alle richieste della Turchia di un ulteriore studio imparziale, Israel Charny e l'Associazione internazionale degli studiosi di genocidio hanno risposto in una lettera aperta al primo ministro turco,
Numerose organizzazioni internazionali hanno condotto studi sugli eventi, ciascuna a sua volta determinando che il termine "genocidio" descrive appropriatamente "il massacro ottomano degli armeni nel 1915-1916". Tra le organizzazioni che affermano questa conclusione vi sono il Centro internazionale per la giustizia di transizione, l'Associazione internazionale degli studiosi di genocidio e la Sottocommissione delle Nazioni Unite per la prevenzione della discriminazione e la protezione delle minoranze.
Diverse nazioni e stati degli Stati Uniti, hanno approvato condanne legislative formali del genocidio armeno, nonostante le intense pressioni diplomatiche ed economiche turche. La Svizzera ha adottato leggi che puniscono la negazione del genocidio.

### Controversia sul confine

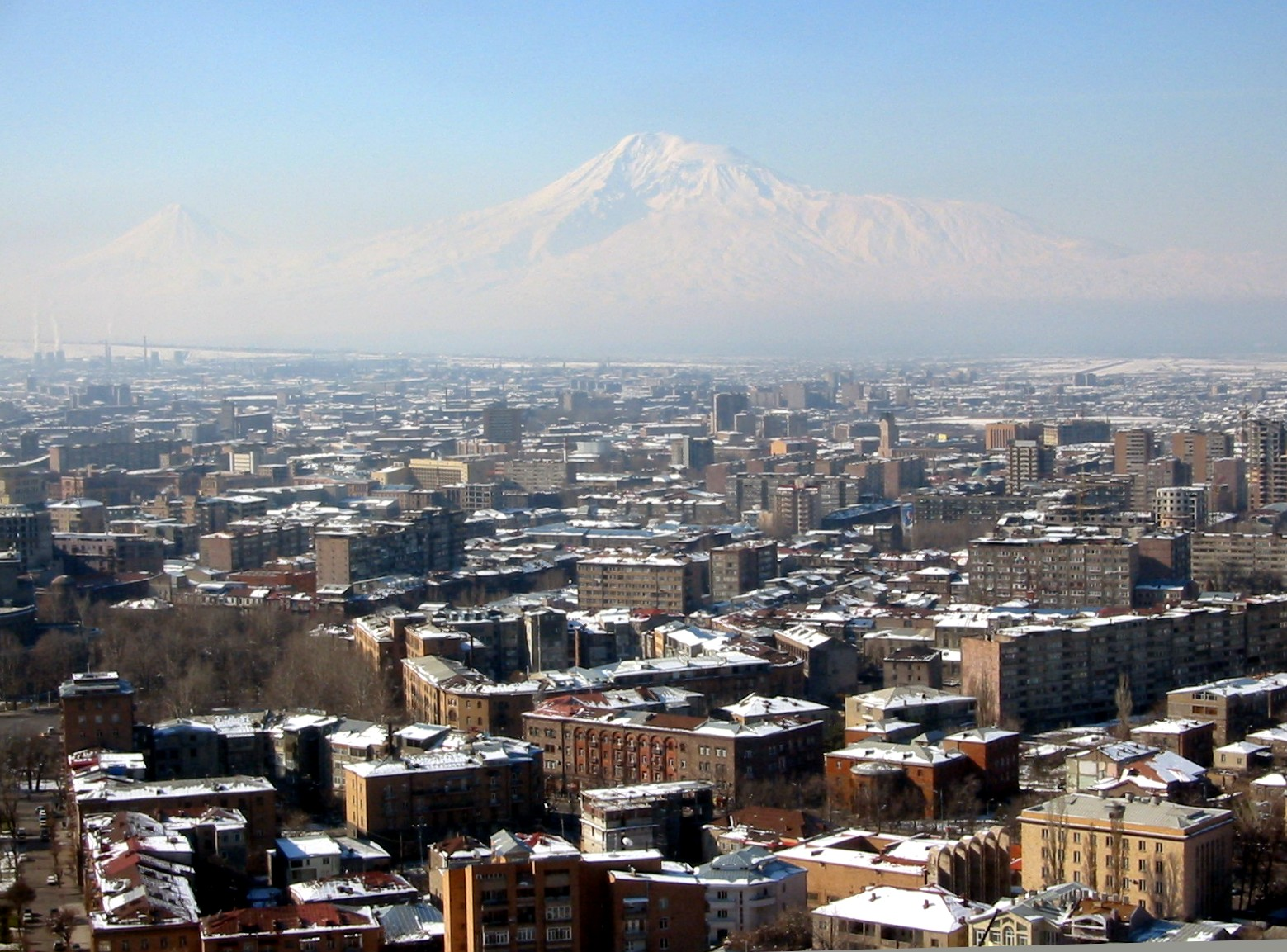
Il monte Ararat era in epoca antica e medievale al centro dell'Armenia. Oggi si trova in Turchia, anche se ancora domina la capitale armena di Yerevan.

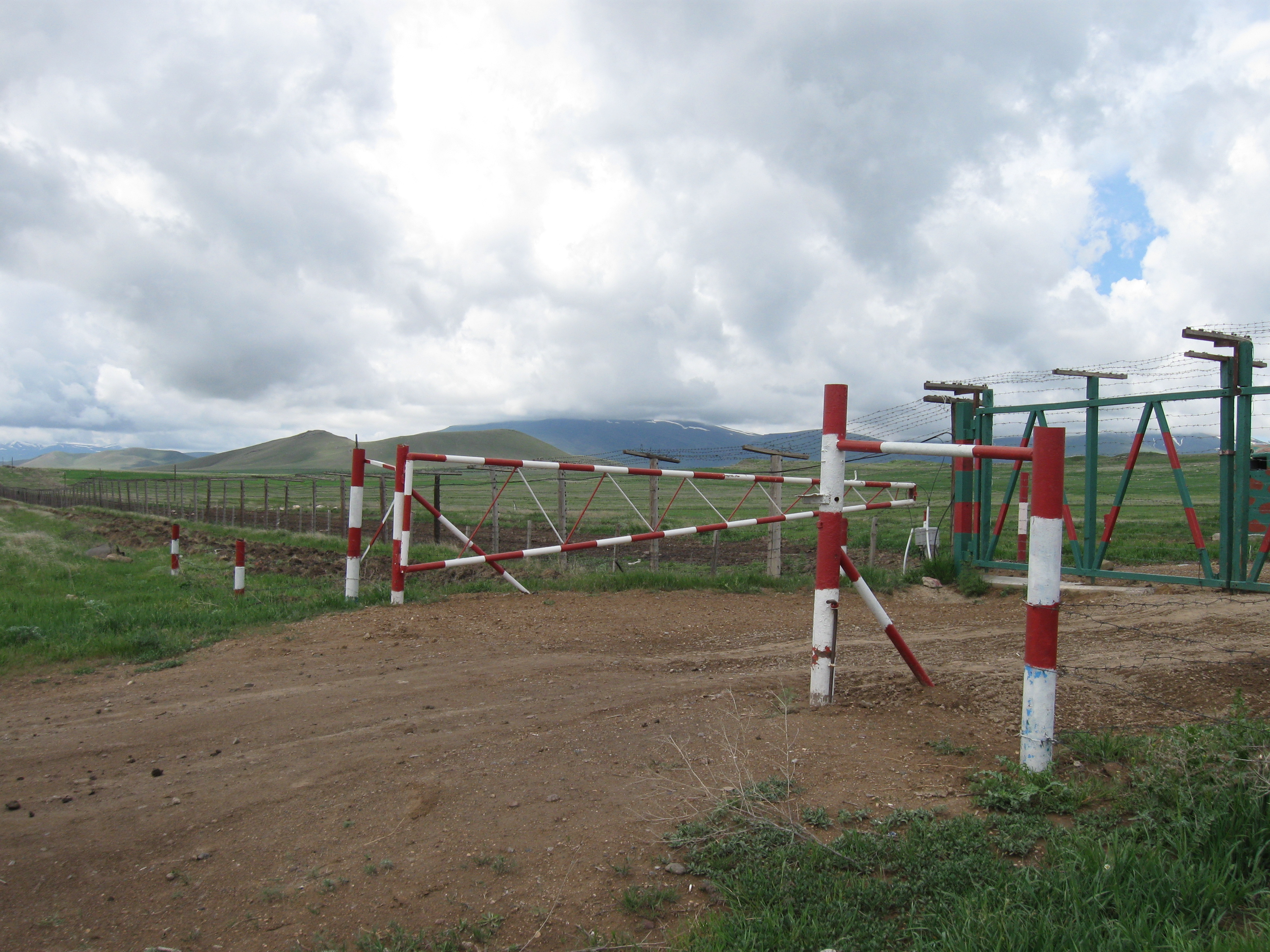
Confine Armenia-Turchia, Ani, provincia di Shirak.

Nel clima di irredentismo post-sovietico, la Turchia è stata particolarmente diffidente nei confronti dell'intrasigente sentimento armeno che rivendicava il territorio dell'"Armenia storica" all'interno della Turchia. La Federazione rivoluzionaria armena, un partito politico armeno, continua a insistere per un ritorno ai confini territoriali del Trattato di Sèvres. Tale trattato dopo essere stato firmato dall'Impero ottomano, fu in seguito respinto dalla Turchia che ebbe successo nella guerra d'indipendenza turca e che succedette all'impero.
L'Armenia ha dichiarato ufficialmente di aver sempre riconosciuto l'attuale confine con la Turchia e, nelle parole del suo ex ministro degli Esteri Vardan Oskanyan, "l'Armenia non ha mai posto un problema di validità del Trattato di Kars, poiché l'Armenia rimane fedele a tutti gli accordi ereditati dall'Unione Sovietica".
Queste controversie sui confini in corso hanno minacciato di far deragliare i negoziati tra Armenia e Turchia prima dell'annuncio della road map provvisoria nell'aprile 2009. Un gruppo di giornalisti azeri avrebbe ricevuto il diniego di recarsi in Turchia per vedere i lavori di ristrutturazione del cancello di confine e il giornalista turco Servet Yanatma e quattro colleghi sono stati successivamente arrestati dalle autorità armene dopo aver tentato di filmare il confine turco-armeno senza permesso.
Yanatma, scrivendo in lingua inglese sul Today's Zaman, ha affermato tuttavia di essere stati trattati cordialmente e rilasciati dopo due ore, citando un funzionario anonimo che confermava che l'Armenia avrebbe aderito al Trattato di Kars del 1921 e avrebbe rinunciato a qualsiasi rivendicazione territoriale dell'"Armenia occidentale" corrispondente al territorio turco dell'Anatolia orientale.
È stato in risposta a questo problema che il partito Dashnak, dopo l'annuncio, ha deciso di ritirarsi dal governo di coalizione ritenendo che la rinuncia alle rivendicazioni territoriali armene sarebbe stato un cambiamento inaccettabilmente radicale nella politica estera del paese.

## Diplomazia
Repubblica di Armenia
- Nessuna missione diplomatica in Turchia

Repubblica di Turchia
- Nessuna missione diplomatica in Armenia